# Вільгельм Вегенер
Вільгельм Вегенер (нім. Wilhelm Wegener; 29 квітня 1895, Бесков, Бранденбург — 24 вересня 1944, Валміера, Латвійська РСР) — німецький воєначальник часів Третього Рейху, генерал від інфантерії (1943) Вермахту. Один з 160 кавалерів Лицарського хреста Залізного хреста з дубовим листям та мечами (1944).

## Біографія
Син священика. Закінчив кадетський корпус. 2 серпня 1914 року поступив у 9-й гренадерський (Померанський) графа Гнейзенау полк. Учасник Першої світової війни. В 1916 року взятий у полон французькими військами. Звільнений в 1919 році. Після демобілізації армії залишений у рейхсвері і в жовтні 1919 року зарахований в 3-й піхотний полк, потім був полковим ад'ютантом, командував ротою. З 1936 року — ад'ютант 32-ї піхотної дивізії. З 1 вересня 1939 року — ад'ютант 2-го армійського корпусу. Учасник Польської і Французької кампаній.
З 1 липня 1940 року — командир 94-го піхотного полку 32-ї піхотної дивізії. Учасник німецько-радянської війни, з січня 1942 року вів бої в районі Дем'янська. З 1 червня 1942 року — командир 32-ї піхотної дивізії, яка діяла в тому ж Дем'янському котлі. З квітня 1943 року брав участь в боях в районі Старої Русси. З 12 вересня 1943 року — командир 50-го армійського корпусу, який діяв на Ленінградському фронті. В квітні 1944 року корпус відійшов у Плескау, в липні — в Північну Курляндію, де на його базі була розгорнута група «Вегенер» (з серпня Вегенеру також підпорядковувались 10-й армійський корпус і 6-й корпус СС). 24 вересня 1944 року, перебуваючи в розташуванні 21-ї піхотної дивізії, був важко поранений і згодом помер.

## Нагороди
- Залізний хрест 2-го і 1-го класу
- Нагрудний знак «За поранення» в чорному
- Почесний хрест ветерана війни з мечами
- Медаль «За вислугу років у Вермахті» 4-го, 3-го, 2-го і 1-го класу (25 років)
- Застібка до Залізного хреста
  - 2-го класу (26 вересня 1939)
  - 1-го класу (29 травня 1940)
- Лицарський хрест Залізного хреста з дубовим листям і мечами
  - лицарський хрест (27 жовтня 1941)
  - дубове листя (№66; 19 січня 1942)
  - мечі (№97; 17 вересня 1944)
- Штурмовий піхотний знак в сріблі (26 листопада 1941)
- Нагрудний знак «За поранення» в сріблі (17 січня 1942)
- Медаль «За зимову кампанію на Сході 1941/42» (24 липня 1942)
- Дем'янський щит
- Орден Хреста Свободи 1-го класу з мечами (Фінляндія) (29 березня 1943)
- Відзначений у Вермахтберіхт (26 вересня 1944)

Військова кар'єра
- 2 серпня 1914 — фенріх
- січень 1915 — лейтенант
- 1925 — обер-лейтенант
- 1936 — гауптман
- 1937 — майор
- 1 липня 1940 — оберст-лейтенант
- 1 вересня 1941 — оберст
- 1 червня 1942 — генерал-майор
- 1 березня 1943 — генерал-лейтенант
- 1 грудня 1943 — генерал від інфантерії